# 觉山
觉山，俗称虎头山，位于北京市石景山区，是北京西山南麓的一座小山。该山和翠微山（旧称“平坡山”）、卢师山并称“三山”。

## 简介
明朝《顺天府志》称：“觉山与北之平坡、东之卢师三山相咫尺，鼎足然。”可知明朝初年，西为觉山，北为平坡山，东为卢师山。中华民国时期，田树藩在《西山名胜记》中提到觉山俗称“虎头山”。这一俗称一直沿用至今。
八大处中的一处长安寺、二处灵光寺就位于觉山脚下，其中长安寺在山下东侧平地，靠南；灵光寺在山麓上东侧，靠北。